# Macaró
|  | No s'ha de confondre amb amb el macaroon (un altre tipus de bescuit, també francès) ni tampoc amb el macarró (pasta alimentària). |

Els macarons són uns tradicionals dolços de la Gastronomia de França, una espècie de bescuits amb farciment de crema, elaborades amb clara d'ou, ametlles moltes, sucre glas i sucre. Els macarons no sols es distingeixen pel seu sabor dolç sinó també pel seus colors vius.
A França, aquests pastissets es veuen a les vidrieres de les fleques i en botigues especialitzades.
Els macarons actuals són pastissets fets amb dos bescuits i una crema o  ganache  entre totes dues. Es distingeixen dels macaroons, també francesos, en què aquests darrers són dolços densos (ametllats) i fets de clara d'ou o amb una pasta d'ametlla gruixuda i pasta de coco. Ni tampoc amb el massapà, dolç d'ametlla que difereix del macaró actual i passat tant per les proporcions dels seus ingredients, com per la seva sabor i forma. La seva forma actual ensucrada i saborosa té poc a veure amb els macarons de Lorena, que tenen gust d'ametlla i tenen una crosta cruixent i un interior cremós.
Avui, els macarons francesos s'exporten i s'elaboren a tot el món.

## Etimologia
El terme macaró o macarró deriva del mot francès macaron vingut ell mateix de Sicília maccarone, i del grec μακαρία, que al segle XV designava una pasta seca en forma de boletes, semblant al moghrabieh de l'Orient Mitjà.

## Història
Abans del segle xvi, el macaron es confon amb la forma maccarone, el seu avantpassat lingüístic, que designava diversos tipus de pasta seca cuita en un líquid. Per aquest motiu de vegades hi ha la dificultat de saber a quin producte es refereixen les fonts històriques. El macaron com a bescuit dolç feta a base d'ametlla va aparèixer en l'Edat Mitjana, diversificant-se fins a aconseguir noves formes i noves sabors.

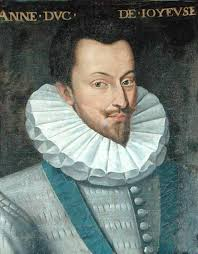
El duc de Joyeuse va ser el primer a demanar macarons al seu maridatge

Apareix en el segle xvi, eixit del forn del pastisser de la cort francesa com a cúpules rodones i merengades amb base plana, i a la fi del segle xix es van començar a unir de dos en dos amb un farciment al mig.
El duc de Joyeuse a París portat la recepta al poble de Joyeuse, en l'actual departament occità de l'Ardecha, on es continua de confeccionar sota el nom de «macaron de Joyeuse». Anys més tard Maria Antonieta les serviria en els seus banquets al palau de Versalles.
Estranya que Nostradamus no fes esment del dolç en el seu Traité des Fardements et Confitures, publicat el 1552. Si bé el cita l'insigne Rabelais en la seva obra Le Quart Livre, publicat el mateix any, el seu origen roman un misteri.
Alguns textos recullen una recepta semblant que es va escampar amb el nom de ghouryeba o ghriba per la regió de Màrraqueix en època del sultà almoràvit Yusuf ibn Tašufin. La mateixa recepta apareix a Síria al segle xv sota el nom de louzieh.
Al principi aquest dolç constava d'una única cara, i diverses ciutats franceses pretenen que va néixer dins dels seus murs i múltiples llegendes es van crear al voltant d'aquest dolç a base d'ametlla, sucre i clara d'ou, cruixent per fora i tou per dins.
Alguns afirmen que aquest ‘melic del monjo’ (segons el Larousse Gastronomique) va ser creat el 781 en l'abadia de Cormery. La recepta bàsica és la del macaró però a causa d'una anècdota van adoptar una forma circular amb un forat al centre.

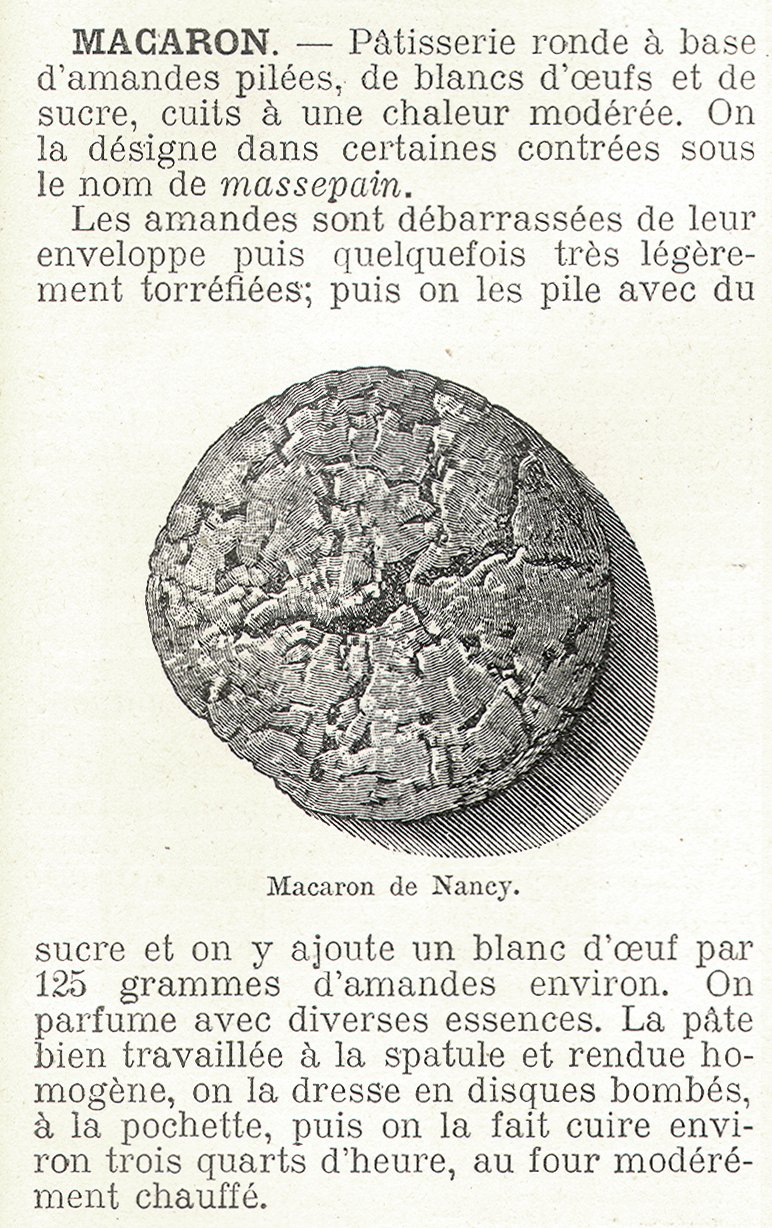
El macaró en el diccionari enciclopèdic d'Albert Seigneurie, publicat a París el 1904.

Al País Basc del nord, el macaró va aparèixer a Donibane Lohizune gràcies a la iniciativa d'un pastisser, Adam, que en va oferir alguns a Lluís XIV per a les seves esposalles amb María Teresa d'Àustria en 1660. De llavors ençà, els descendents del pastisser perpetuen la tradició. En la mateixa època, els mestres cuiners de la família Dalloyau, que els seus descendents fundarien el 1802 la casa gastronòmica del mateix nom, van servir macarons a la reialesa de l'aleshores governant casa de Borbó en la cort versallesca, fins a la Revolució Francesa.
A la ciutat de Nancy, a la Lorena, el macaró va aparèixer sota els auspicis de les Senyores del Sant Sagrament, quan dues monges benedictines els van fer molt famosos quan van començar a enfornar i vendre'ls amb una recepta que s'ha mantingut secreta dençà del segle xviii, un cop la seva orde va ser dissolta per la revolució francesa, el 1792.
La recepta dels macarons de Boulay, fidel a la recepta original, va néixer el 1854. Aquesta menja es caracteritza per una crosta cruixent i un interior cremós.
En la dècada de 1830 els macarons ja se servien de dos en dos amb un farciment de melmelades, licors i espècies. El macaró popular en l'actualitat és el macaró Gerbert, creat en els anys 1880 al barri parisenc de Belleville. Posteriorment, es feu conèixer al públic gràcies a dos establiments: el saló de te Pons del Barri Llatí de París, que no existeix pas més, i la famosa casa Ladurée, que a partir del segle XX els va donar un to pastel o un altre per a diferenciar-los en funció de llur sabor. El macaró tal com es coneix en l'actualitat va ser inventat per aquesta mateixa pastisseria, que també va introduir la noció de «macarons del temps» per a referir-se a aquells que es venen durant tres mesos.
Els qui creuen que el macarró és d'origen francès, defensen que ja es cuinaven en un monestir prop de la ciutat de Cormery, cap a l'any 791.

## Variants
A la fi de la dècada 2000, apareixen macarons en què els farcits tenen una olor diferent de la pasta: préssec - rosa, llima - alfàbrega, praliné - yuzu, cafè- spéculoos, pera - taronja, etcètera.

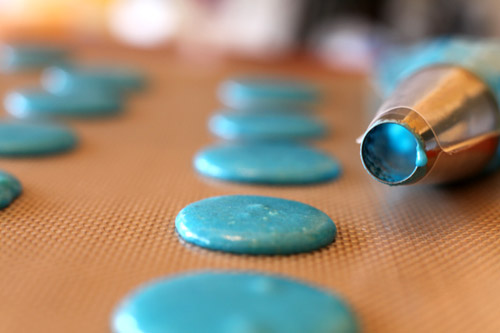
Aquí podem veure els macarons abans de ser posats al forn

Una variant del macaró anomenada makoron, que substitueix el cacauet molt per ametlla molta i es condimenta a l'estil dels wagashi, és àmpliament disponible a Sendai (Japó).

### Luxemburgerli
La Confiserie Sprüngli de Zuric, a Suïssa, ven luxemburgerli, que és semblant al macaró però una mica més petit i esponjós. Consisteix en dues galetes a base de sucre amb un farciment de crema al centre. La diferència entre macaró i luxemburgerli és que aquest últim és més lleuger i té una consistència més vaporosa. Cada bescuit té uns 2,5 cm de diàmetre.
Es fabriquen de molts sabors: vainilla, xocolata, stracciatella, caramel, avellana, xampany, amaretto, castanya, mocha, canyella, llimona, mandarina o gerd. Alguns dels sabors de fruita estan disponibles sols en temporada. Es conserven uns 3-5 dies solament, i s'han de mantenir congelats.
Els luxemburgerli van ser 'inventats' per la rebostera Camille Studer, qui va portar la recepta a Zuric després de confeccionar-la originalment en una confiteria luxemburguesa (Confiserie Namur) en 1957. Allà va ser millorada per a un concurs de confiteria. El nom procedeix del sobrenom que un col·lega va posar a Studer, la família provenia de Luxemburg. El nom original, Baiser de Mousse ('petó d'escuma' en francès), no era pas apropiat per a la nova creació i es va denominar Gebäck des Luxemburgers ('bescuit de luxemburguesos'), que en dialecte germano-suís va acabar en luxemburgerli (‘petits luxemburguesos').